# Hieronim Fokciński
Hieronim Fokciński (ur. 30 września 1937 w Mirowicach koło Bydgoszczy, zm. 30 lipca 2018 w Rzymie) – polski duchowny katolicki, jezuita, filolog klasyczny, historyk.

## Życiorys
W 1954 roku wstąpił do Towarzystwa Jezusowego. W latach 1959–1962 odbył studia filozoficzne w Krakowie. Od 1962 do 1965 studia teologiczne w Warszawie. Święcenia kapłańskie przyjął w 1964 roku. W latach 1965–1970 studiował na Uniwersytecie Adama Mickiewicza w Poznaniu, najpierw filologię klasyczną, a następnie historię. W 1970 roku podjął studia z historii Kościoła na Papieskim Uniwersytecie Gregoriańskim w Rzymie. Po śmierci o. Eugeniusza Reczka SJ objął w maju 1971 roku kierownictwo Papieskiego Instytutu Studiów Kościelnych w Rzymie, w którym rejestruje się, gromadzi i wstępnie opracowuje materiały archiwalne dotyczące Polski. Z okazji otwarcie punktu konsultacyjnego w Warszawie w 1976 rozpoczął wydawanie biuletynu Instytutu Informationes. W 1978 uzyskał doktorat z historii na Uniwersytecie Warszawskim. W 1991 został mianowany konsultorem, a w 1992 relatorem Kongregacji do Spraw Kanonizacyjnych. Od 1994 był także wykładowcą w Studium tej Kongregacji.
Był członkiem Associazione Archivistica Ecclesiastica, Commissione Internazionale per la Bibilografia dell’Archivio Vaticano, Stałej Konferencji Muzeów, Bibliotek i Archiwów Polskich na Zachodzie, Polskiego Towarzystwa Naukowego na Obczyźnie.
W 2009 został odznaczony przez prezydenta Lecha Kaczyńskiego Krzyżem Oficerskim Orderu Odrodzenia Polski za zasługi w upowszechnianiu wiedzy o historii Kościoła w Polsce, za popularyzowanie polskiej kultury oraz za działalność na rzecz społeczności polskiej we Włoszech.
11 czerwca 2013 otrzymał tytuł honoris causa Uniwersytetu Papieskiego Jana Pawła II w Krakowie.

## Najważniejsze publikacje
- 1973: W sprawie odtworzenia średniowiecznej sieci parafialnej w diecezji poznańskiej
- 1999: Dzieje Ambasady Rzeczpospolitej Polskiej przy Stolicy Apostolskiej i jej archiwa w okresie powojennym
- 2001: Polonia włoska: słownik Polaków i instytucji polskich we Włoszech